# توتونسز
توتونسیز یا توتونسیز روستایی است که در استان اردبیل، شهرستان نیر، بخش کوراییم، دهستان یورتچی شرقی در کوهپایه قرار دارد.
جاذبه های گردشگری روستای توتونسیز
دلیکلی داش، خاتون بولاغی ِ درین چای ِ رود دایمی که از داخل روستا می‌گذرد، ایستی بولاغ ِاسکندرچمنی ِ قبله بولاغی و کوه قزلق که روبه روستا قراردارد، اوزون چمن و ...
. 

## جمعیت
بر اساس سرشماری سال ۱۳۸۵ جمعیت این روستا ۳۲۳ نفر با ۶۲ خانوار بوده‌است.